# EFAF Cup 2009
Der EFAF Cup 2009 war die achte Spielzeit des EFAF Cups. Es nahmen zwölf Teams aus neun Nationalverbänden teil. Für die Schweiz gingen die beiden Teilnehmer des Swiss Bowl 2008, die Calanda Broncos und die Zürich Renegades, an den Start. Deutsche und österreichische Teams waren in diesem Jahr nicht vertreten. Sieger waren die Prague Panthers, die sich am 4. Juli im Finale gegen die Thonon Black Panthers mit 35:12 durchsetzten.

## Modus
Die Vorrunde wurde in vier Dreiergruppen als einfaches Rundenturnier ausgespielt. Die vier Gruppenersten spielten dann in zwei Halbfinalpartien und einem Finale den Sieger aus.

## Qualifikationsrunde

### Gruppe A
| Datum     | Kickoff | Heim                  | Ergebnis | Gast                  | Stadion                               |
| --------- | ------- | --------------------- | -------- | --------------------- | ------------------------------------- |
| 18. April | 21:00   | Parma Panthers        | 14:40    | Thonon Black Panthers | Stadio Comunale Cortile, Parma        |
| 25. April | 18:00   | Thonon Black Panthers | 41:20    | Calanda Broncos       | Stade Joseph-Moynat, Thonon-les-Bains |
| 15. Mai   | 21:00   | Calanda Broncos       | 35:18    | Parma Panthers        | Stadion Ringstraße, Chur              |

|    | Verein                | Sp | TD    | Diff. | Punkte |
| -- | --------------------- | -- | ----- | ----- | ------ |
| 1. | Thonon Black Panthers | 2  | 81:34 | +47   | 4:0    |
| 2. | Parma Panthers        | 2  | 57:67 | −10   | 2:2    |
| 3. | Calanda Broncos       | 2  | 47:87 | −40   | 0:4    |

### Gruppe B
| Datum     | Kickoff | Heim                 | Ergebnis | Gast                 | Stadion                        |
| --------- | ------- | -------------------- | -------- | -------------------- | ------------------------------ |
| 18. April | 20:00   | Bologna Doves        | 9:6      | Badalona Dracs       | Doves Stadion, Bologna         |
| 2. Mai    | 18:00   | Badalona Dracs       | 21:19    | Belgrad Blue Dragons | Stadium Ave. Navarra, Badalona |
| 16. Mai   | 11:00   | Belgrad Blue Dragons | 13:14    | Bologna Doves        | Ada Ciganlija, Belgrad         |

|    | Verein               | Sp | TD    | Diff. | Punkte |
| -- | -------------------- | -- | ----- | ----- | ------ |
| 1. | Bologna Doves        | 2  | 23:19 | +4    | 4:0    |
| 2. | Badalona Dracs       | 2  | 27:28 | −1    | 2:2    |
| 3. | Belgrad Blue Dragons | 2  | 32:35 | −3    | 0:4    |

### Gruppe C
| Datum     | Kickoff | Heim                | Ergebnis | Gast                | Stadion                      |
| --------- | ------- | ------------------- | -------- | ------------------- | ---------------------------- |
| 18. April | 13:00   | Farnham Knights     | 6:8      | Amsterdam Crusaders | Aldershot Stadion, Aldershot |
| 2. Mai    | 14:00   | Amsterdam Crusaders | 10:6     | Oslo Vikings        | Sportpark Sloten, Amsterdam  |
| 16. Mai   | 14:00   | Farnham Knights     | 28:41    | Oslo Vikings        | Voldslokka Stadion, Oslo     |

|    | Verein              | Sp | TD    | Diff. | Punkte |
| -- | ------------------- | -- | ----- | ----- | ------ |
| 1. | Amsterdam Crusaders | 2  | 18:12 | +6    | 4:0    |
| 2. | Farnham Knights     | 2  | 47:36 | +11   | 2:2    |
| 3. | Oslo Vikings        | 2  | 34:51 | −17   | 0:4    |

### Gruppe D
| Datum     | Kickoff | Heim             | Ergebnis | Gast             | Stadion                        |
| --------- | ------- | ---------------- | -------- | ---------------- | ------------------------------ |
| 17. April | 18:00   | Zürich Renegades | 28:6     | Coventry Jets    | Stadion Buchholz Uster, Zürich |
| 2. Mai    | 15:00   | Prague Panthers  | 39:21    | Zürich Renegades | Slavia Stadion, Prag           |
| 2. Mai    | 15:00   | Prague Panthers  | 49:6     | Coventry Jets    | Slavia Stadion, Prag           |

|    | Verein           | Sp | TD    | Diff. | Punkte |
| -- | ---------------- | -- | ----- | ----- | ------ |
| 1. | Prague Panthers  | 2  | 88:27 | +61   | 4:0    |
| 2. | Zürich Renegades | 2  | 49:45 | +4    | 2:2    |
| 3. | Coventry Jets    | 2  | 12:77 | −65   | 0:4    |

## Play-offs
|  | Halbfinale  | Halbfinale            | Halbfinale |  |  | EFAF Cup Finale | EFAF Cup Finale       | EFAF Cup Finale |
|  |             |                       |            |  |  |                 |                       |                 |
|  |             |                       |            |  |  |                 |                       |                 |
|  | Frankreich  | Thonon Black Panthers | 43         |  |  |                 |                       |                 |
|  | Italien     | Bologna Doves         | 3          |  |  |                 |                       |                 |
|  |             |                       |            |  |  | Frankreich      | Thonon Black Panthers | 12              |
|  |             |                       |            |  |  | Tschechien      | Prague Panthers       | 35              |
|  | Tschechien  | Prague Panthers       | 21         |  |  |                 |                       |                 |
|  | Niederlande | Amsterdam Crusaders   | 3          |  |  |                 |                       |                 |
|  |             |                       |            |  |  |                 |                       |                 |

|                                |                                     |  | EFAF Cup Finale |                           |                       |  |            |
|                                | Prag 4. Juli 2009 16:45 Uhr (UTC+2) |  | Prague Panthers | \| \| 35 : 12 \| \| \| \| | Thonon Black Panthers |  | Eden Arena |
| (14:0, 7:0, 7:12) Spielbericht | Prag 4. Juli 2009 16:45 Uhr (UTC+2) |  | Prague Panthers |                           | Thonon Black Panthers |  | Eden Arena |
|                                | 35 : 12                             |  |                 |                           |                       |  |            |
|                                |                                     |  |                 |                           |                       |  |            |